# Enseignement des langues étrangères
Pour des articles plus généraux, voir Enseignement des langues et Langue étrangère.
 (octobre 2024).
Si vous disposez d'ouvrages ou d'articles de référence ou si vous connaissez des sites web de qualité traitant du thème abordé ici, merci de compléter l'article en donnant les références utiles à sa vérifiabilité et en les liant à la section « Notes et références ».
L'enseignement des langues étrangères est abordé de diverses façons selon les époques, les pays, les enseignants et les méthodes mobilisées. Il peut être individuel, collectif ou se pratiquer en immersion.
Différents manuels sont utilisés comme supports de l'enseignement.

## En Amérique du Nord

### Aux États-Unis
Aux États-Unis, l'apprentissage d'une langue étrangère est de mise dans la plupart des établissements, tout particulièrement au lycée. Cependant, l'étude d'une deuxième langue étrangère n'est pas obligatoire. Certaines universités exigent la connaissance d'une langue étrangère pour obtenir un B.A. ou un B.S.
L'anglais américain, langue nationale de facto, est la langue véhiculaire dans les cinquante États et dans tous les territoires sauf Porto Rico. Langue d'enseignement dès la maternelle (pre-kindergarten), il reste un cours obligatoire jusqu'à la première année universitaire (composition anglaise). À Porto Rico, presque tous les établissements scolaires enseignent en espagnol, « première langue officielle » depuis 1978. L'anglais, deuxième langue officielle du territoire, y est néanmoins une matière.
Les États-Unis ayant été l'objet de beaucoup d'immigration, les écoles proposent un large choix d'apprentissage de langues. L'espagnol est, de loin, le premier choix d'une langue étrangère pour les étudiants américains. D'autres langues européennes, telles que l'allemand, le français et l'italien, trouvent leur place dans les programmes pédagogiques du pays. Le latin reste un choix dans presque toutes les écoles secondaires et dans les universités. Les cours de chinois, déjà bien établis dans les universités américaines, sont de plus en plus disponibles dans les collèges (middle schools). Dans la plupart des établissements scolaires du pays, des cours de langue des signes américaine satisferont aussi à l'obligation d'une langue étrangère. Dans certaines universités, on peut apprendre des langues venant de la terre entière (asiatiques, africaines et est-européennes notamment).

### Au Canada
Le Canada est un pays bilingue français-anglais. Il existe pour les anglophones répartis sur tout le Canada des « écoles immersives » francophones où durant les premières années, les enfants apprennent principalement en français, qui est cependant optionnel dans toutes les écoles des provinces anglophones, à l'exception de l'Ontario, où le français obligatoire reste cependant limité à l'école primaire. Dans les écoles francophones en Ontario, plusieurs des élèves sont anglophones. Ces élèves apprennent donc la langue française en étant dans le programme régulier dans une école francophone en Ontario. Cependant, ces élèves peuvent quand même faire face à de l'insécurité linguistique lorsqu'ils parlent en français puisqu'ils sont souvent plus à l'aise à parler en anglais. Il y a donc encore une amélioration à être effectuée afin que les élèves se sentent à l'aise en français et qu'ils se considèrent francophones. Les francophones à l'extérieur du Québec ou des collectivités principalement francophones apprennent habituellement l'anglais par la force des choses, vue l'omniprésence et la vigueur de l'anglais dans ces régions ; par conséquent, il n'y existe pas de système d'écoles d'immersion anglophone. Au Québec, la législation limite l'accès aux écoles anglophones et seuls les enfants dont les parents sont allés à l'école en anglais y ont droit. Plusieurs méthodes d'apprentissage du français coexistent, dont dans les plus récentes, l'« Accelerated Integrated Method », une approche gestuelle et théâtrale qui permet une accélération de l'apprentissage, ou encore l'approche neurolinguistique ou français intensif, privilégiant les aptitudes en communication plus que les savoirs.
Dans les écoles secondaires, les élèves peuvent suivre des cours dans plusieurs langues étrangères, ainsi que le français et l'anglais, tel que l'espagnol, l'italien, l'allemand, le russe, l'ukrainien, le chinois, le japonais, l'arabe ou le latin. Cependant, les élèves ne sont pas obligés de suivre les cours de langues étrangères et leur choix est souvent très restreint. Plusieurs écoles n'offrent que le français, l'anglais et l'espagnol.

## En Afrique

### En Algérie
À la suite de la réforme Benbouzid lancée en 2002, la première langue étrangère (le français) est enseignée dès la troisième année du cycle primaire (3AP). Dans l'ancien système éducatif, son introduction se faisait en quatrième année (4AP). Le français est une épreuve obligatoire aux examens de 5e (5AP), du brevet d'enseignement moyen (BEM) et du baccalauréat. C'est aussi une langue très présente dans les filières scientifiques et techniques (biologie, informatique, chimie, médecine...) de l'enseignement universitaire.
En plus de l'arabe, du français et du tamazight (introduit en 4AP dans certaines régions berbérophones), les élèves algériens apprennent une seconde langue étrangère (l'anglais) à partir de la première année du cycle moyen (1AM).
Au lycée, la filière littéraire se subdivise en deux filières : celle de la « littérature arabe et philosophie » et celle de la « littérature et langues étrangères ». Les élèves de cette dernière filière apprennent une troisième langue étrangère. Depuis l'année scolaire 2013-2014, ils ont le choix entre: l'allemand, l'espagnol ou l'italien.

## En Europe

### En Allemagne
L'enseignement étant du pouvoir des Länder, il est difficile de décrire une partie de l'enseignement. Cependant l'étude d'une langue vivante est commencée dès la primaire.
L’Allemagne dispose aussi d'un réseau d'écoles bilingues développé. Les sections sont principalement française et anglaise. Mais il en existe d'autres langues comme l'italien ou l'espagnol, etc. L'enseignement des langues en Allemagne a pour particularité de ne pas distinguer langues vivantes et mortes : ainsi, on peut apprendre aussi bien le français ou le russe que le latin ou le grec ancien comme deuxième langue, par exemple.

### En France

#### Langues étudiées
En France, en 2011-2012, les langues les plus étudiées au collège et au lycée sont l'anglais (98,4 %), l'espagnol (42,8 %) et l'allemand (15,4 %). Viennent ensuite l'italien (4,3 %), le chinois (0,4 %), le russe (0,3 %), le portugais (0,3 %), l'arabe (0,1 %), l'hébreu (0,1 %) et enfin, le japonais (0,1 %).

#### École maternelle et élémentaire
L'enseignement de l'anglais débute pour l'instant en première année du cycle 2 (CP) dans quelques établissements, mais devrait d'ici quelques années être enseigné dès la grande section de la maternelle[Passage à actualiser]. Cet enseignement est assuré par l'enseignant lui-même ou un enseignant de collège ou lycée, ou un assistant de langue ou encore une personne dont la connaissance en la langue et la pratique pédagogique est vérifiée.
Après l'EPLV (enseignement précoce d'une langue vivante étrangère) mis en place à partir de 1960, dont l'objectif était une sensibilisation, a été instauré l'EILE (enseignement d'initiation aux langues étrangères), qui s'est développé de 1989 à 1998. Depuis cette date, on ne parle plus de simple sensibilisation. Les langues vivantes étrangères font partie des matières à enseigner. D'abord au CM2, puis à partir du CM1, elles sont entrées dans les programmes de 2002 (BO Hors-série du 29 août 2002). Il s'agit officiellement d'un apprentissage obligatoire, centré sur des activités de communication (se présenter, parler de ses goûts, de ses loisirs, etc.) et dont l'objectif est l'acquisition de compétences linguistiques bien définies. À la fin du cycle 3, les élèves doivent avoir acquis le niveau A1 du Cadre européen commun de référence pour les langues publié au conseil de l'Europe.
L'horaire attribué à cet enseignement est d'une heure et demie du CP au CM2. Dans certaines régions comme le nord par exemple l'horaire est partagé en deux, entre l'anglais et le néerlandais ou l'allemand et le néerlandais dans certaines écoles. Les langues proposées varient suivant les endroits mais elles doivent tenir compte des langues proposées dans le collège du secteur. On remarque une certaine prédominance de l'anglais.

#### Collège et lycée général et technologique
L'enseignement de la langue commencé au primaire continue. En 6e, il est de quatre heures par semaine puis de trois heures jusqu'en 3e (possibilité d'augmenter d'une heure en 5e et 4e avec les itinéraires de découvertes). En 5e, la majorité des élèves débutent (en filière générale c'est l'option obligatoire, mais en filière technologique elle est facultative) une seconde langue vivante à raison de deux heures et demi par semaine (en 5e,4e et en 3e).
Dès la seconde, chaque élève doit choisir deux langues vivantes obligatoires (LVA et LVB), à raison de 5h30 hebdomadaires en seconde, 4h30 en première et 4h en terminale dans la voie générale et 4h (dont 1h d'enseignement technologie en langue vivante - ETLV) dans la voie technologique. Il peut aussi choisir une langue vivante optionnelle (LVC), à raison de 3h par semaine. La LVA est obligatoirement une langue vivante étrangère. Au titre de la LVB et de la LVC, il est possible de prendre une langue étrangère ou une langue régionale.
Au lycée général comme au lycée technologique, les langues vivantes sont évaluées au titre du contrôle continu du baccalauréat durant l'année de première et de terminale.

#### Enseignement professionnel de lycée
La langue vivante 1 est obligatoire et la langue vivante 2 obligatoire uniquement pour les baccalauréats professionnels du domaine des services (vente, administratifs, etc.)

#### Langues et cultures régionales
Les langues régionales peuvent aussi être enseignées comme langues vivantes. Les élèves peuvent, dès la 6e, prendre l'option facultative de langue (et culture) régionale à la place de langue étrangère en 4e.
Il existe un CAPES et une agrégation pour plusieurs langues régionales françaises.

#### Les écoles bilingues occitanes et provençales
Il existe plusieurs écoles bilingues français et provençal dans la région PACA.

##### L'enseignement de l'allemand en Alsace-Moselle
En Alsace, l'académie de Strasbourg enseigne depuis longtemps l'allemand (considéré comme la version écrite des parlers alsaciens) à raison de trois heures par semaine dans la majorité des écoles primaires.
En Moselle, l'enseignement de l'allemand est introduit en maternelle à raison de trois heures par semaine. À partir du CE2, deux groupes sont formés : l'un bénéficiant de trois heures d'allemand et d'une heure d'activité en allemand, l'autre de trois heures d'allemand et de trois heures d'activités en allemand. L'enseignement des dialectes mosellans peut y être fait également.

##### L'enseignement de la langue basque dans lesPyrénées-Atlantiquescôté basque
Dans le Pays basque on enseigne le basque dans des écoles privées dites « Ikastola » où tous les cours se font en basque et en français (histoire, géographie, science, mathématiques, etc.).
Le basque est aussi enseigné dans certaines écoles, collèges et lycées publics en option. Il existe aussi des cours du soir pour apprendre la langue et la culture basques.

#### Filières particulières

##### Section européenne
Ces sections démarrent en 6e ou 4e (et parfois, mais plus rarement en 2de). Tout d'abord il s'agit d'un renforcement de la langue (une à deux heures) pendant deux années puis l'introduction d'une discipline ou d'une partie enseignée dans la langue. L'examen du brevet et du baccalauréat avec une épreuve spécifique permet l'obtention du brevet ou baccalauréat mention européenne.
Certains collèges appellent filière européenne les sections bilingues.

##### Section bilangue puis trilangue
Ces sections se développent de plus en plus. Elles sont même incitées à devenir plus tard la norme. Suivant les régions cette section ne porte pas le même nom. Elle s'appelle « trilangue » (français, anglais et allemand) en Alsace, européenne en Corrèze et bilangue dans une grande majorité de la France.
Ces sections consistent à continuer l'apprentissage de la première langue commencée à l'école primaire et de commencer l'apprentissage d'une seconde langue vivante en 6e. Souvent une heure est amputée sur quelques matières : français, langue 1, math ou sport. La langue vivante 1 est donc enseignée entre trois et quatre heures par semaine, la langue 2 (ou LV1 bis) entre deux et quatre heures par semaine suivant les collèges.
Il est souvent prévu le démarrage d'une troisième langue en 4e.

##### Section bilingue et d'immersion en langue régionale
En France, n'existe que pour les langues régionales. Cette filière est amorcée par des associations avec leurs systèmes, avant que l'enseignement public ne développe l'école bilingue paritaire. L'association ayant créé les écoles Diwan, par exemple, pratique l'immersion (enseignement totalement en breton les premières années, le français étant introduit en CE1 et poursuivi jusqu'au CM2 où il atteint la parité). En Bretagne toujours, il existe de nombreuses sections bilingues français-breton dans les écoles publiques. Les enseignants sont bilingues et le principe de Ronjat n'y est pas appliqué (1 personne, 1 langue). On y pratique la parité horaire entre les deux langues (à la rentrée de septembre 2009, plus de 5 300 élèves y sont scolarisés). En Alsace l'association ABCM-Zweisprachigkeit crée des écoles paritaires comme les écoles publiques c'est-à-dire que dès la maternelle l'allemand est utilisé pour 13 heures des activités et 13 heures en français.
Il existe aussi des écoles associatives, publiques paritaires ou privées pour l'occitan (Calandretas par exemple), le basque et le corse. En ce qui concerne l'enseignement de l'occitan dans les écoles associatives Calandretas, la méthode pédagogique est basée sur le principe de l'immersion totale précoce, c'est-à-dire dès la petite section de maternelle. L'enseignement du français arrive à partir du CE1, une fois la lecture acquise.
Qu'elles soient publiques ou associatives, les écoles avec ces cursus appliquent le principe de Ronjat : 1 personne, 1 langue.

##### Section internationale
Présentes dans certains collègues et lycées seulement, les sections internationales préparent le brevet puis le baccalauréat mention internationale (OIB) qui permet de s'inscrire dans une université française et une université du pays de la section avec les accords entre les ministères.
L'enseignement de la langue et littérature (renforcée) et l'histoire géographie sont enseignés dans la langue de la section.

##### Abibac
L'AbiBac est délivré après une scolarité dans une section binationale qui aboutit au passage simultané du baccalauréat français et de son équivalent allemand : l'Abitur. Il y a donc passarion et obtention d'un double diplôme qui permet l'accès plus facile aux universités des deux pays.

##### Bachibac
Le Bachibac est délivré après une scolarité dans  une section binationale qui aboutit au passage du baccalauréat et de son équivalent espagnol.

#### Particularités
- dans le Nord : anglais, néerlandais, allemand, polonais.
- dans le Nord-Est : allemand.
- dans l'Ouest : anglais et breton.
- dans le Sud : l'espagnol principalement, l'italien, l'occitan et le catalan.
- dans le Centre et le Bassin Parisien, toutes les langues, ainsi que celles qui sont plus rares : russe, hébreu, grec, chinois, japonais, polonais, etc.
- en Guyane : l'espagnol et le portugais, etc.

On trouve bien sûr des écoles bilingues avec souvent la langue régionale.
Le lycée possède une particularité surtout dans les filières professionnelles : un élève de BEP Comptabilité peut étudier en Langue Vivante 1 l'espagnol et en Langue Vivante 2 l'allemand sans une obligation de l'anglais. Pour autant cette particularité ne l'empêchera pas de partir en filière STG où il pourra choisir l'espagnol et l'occitan (par exemple) à son examen.

#### Quels résultats de l’enseignement de l’anglais en France?
Les résultats de l’enseignement de l’anglais en France sont assez faibles comparé aux autres pays européens. Ceci pourrait être attribué à un faible niveau de l’enseignement mais, comme Nuria Garcia l’indique dans son article : Pourquoi les français parlent-ils mal anglais ? Les limites de l’action publique dans le domaine du gouvernement des langues, qu’il n’y a pas de différences significatives lorsque l’on compare l’enseignement de l’anglais en France et en Europe. Elle s’intéresse donc aux variables macrosociologiques telles que la taille du pays, la diffusion de la langue nationale, la dépense publique d’éducation et le caractère monolingue ou bilingue du régime.
Il se trouve que le niveau d’anglais est plus élevé dans les petits pays qui ont des langues à faible diffusion. Ceci explique donc le décalage de niveau d’anglais entre les pays nordiques et les plus grands pays comme la France, l’Italie, l’Allemagne ou l’Espagne.
Nuria Garcia affirme, qu’en moyenne, le niveau d’anglais des élèves allemands est meilleur que celui des élèves français, ce qui ne devrait pas être le cas, étant donné que la France et l’Allemagne possèdent des politiques linguistiques similaires. Elle s’intéresse donc aux préférences individuelles des citoyens afin de voir si cela peut avoir un impact sur la politique publique concernant l’enseignement de l’anglais.
Parmi les éléments qui influencent les préférences des Français, la perception de l’utilité de l’anglais à long terme est plus faible que chez les Allemands. Ceci aurait donc un impact sur leur motivation et expliquerait pourquoi ils ne cherchent pas à entrer en contact avec la langue en dehors du cadre éducatif. Nuria Garcia affirme également qu’il existe des incohérences entre une politique publique qui encourage un bon apprentissage de l’anglais et d’autres politiques de protectionnisme linguistique, comme la loi Toubon.
La perception de la langue cible et par conséquent la motivation de l’apprendre seraient des facteurs déterminants pour l’apprentissage de l’anglais en France. Ainsi, si la politique publique veut faire évoluer cette situation, les enjeux n’appartiennent pas uniquement au secteur de l’éducation, mais ils sont de nature intersectorielle.
Cette situation permet d’expliquer dans une certaine mesure pourquoi, en général, les Français semblent avoir un niveau d’anglais moins élevé que leurs voisins européens. Par ailleurs, cela montre aussi qu’il ne s’agit en aucune raison d’une incapacité de la part des français d’apprendre des langues étrangères. L’enjeu se trouvant en réalité dans la perception qu’ils ont de l’anglais.

### En Italie

#### École primaire et collège
L'enseignement d'une langue étrangère est introduit en 3e année de primaire si possible. Elle est obligatoire en scuola media (école de trois années correspondant au collège en France) à raison de trois heures par semaine. Dans certaines écoles, pratiquant le temps complet (tempo prolungato en italien) ou le cursus dit « bilingue », une deuxième langue est introduite pour deux à trois heures par semaine.

#### Enseignement secondaire supérieur
Pour l'enseignement secondaire supérieur (lycée généraux, technologique et professionnel) entre une et trois langues sont obligatoires avec entre deux heures (institut d'arts) à cinq heures par semaine (début de l'enseignement de la 3e langue dans les lycées à filière linguistique).
Les langues étudiées en Italie sont l'anglais, le français, l'allemand et l'espagnol.

#### École bilingue

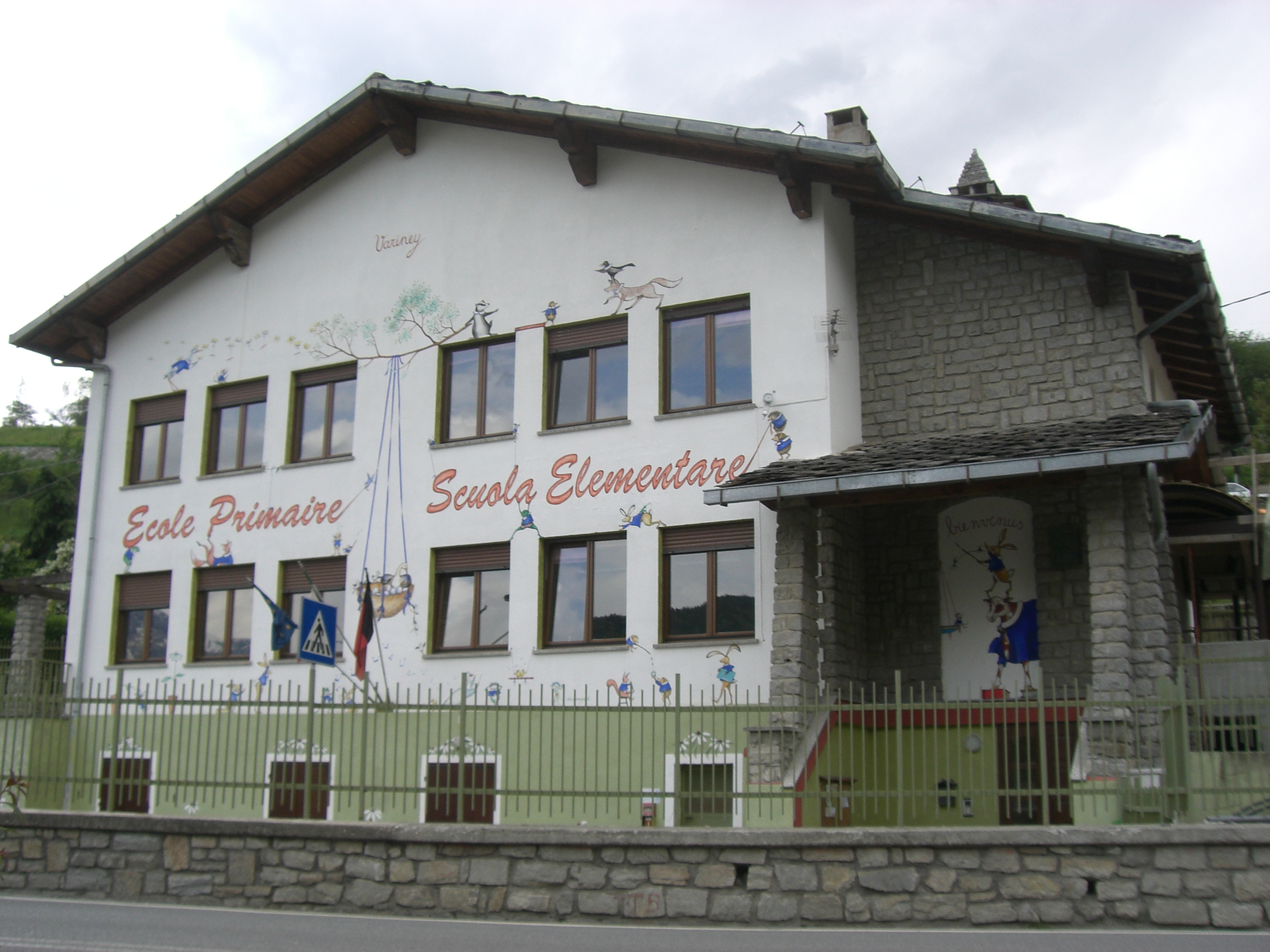
L'école primaire à Variney, dans la commune de Gignod (Vallée d'Aoste)

Le statut spécial de trois des cinq régions autonomes prévoit l'enseignement bilingue :
- Dans le Trentin-Haut-Adige, italien et allemand ;
- En Vallée d'Aoste, italien et français ;
- Dans le Frioul-Vénétie-Julienne, italien et slovène, mais seulement pour les provinces de Trieste et de Gorizia.

Il faut souligner que dans le premier et dans le troisième cas, les parents sont tenus de faire un choix lors de l'inscription de leurs enfants, en déclarant leur langue maternelle. Cela a pour conséquence la division de la communauté en deux groupes linguistiques bien définis (trois dans la province autonome de Bolzano, si l'on compte aussi la communauté de langue ladine, qui possède elle aussi ses écoles dans cette langue).
En Vallée d'Aoste, au contraire, l'enseignement italien-français est prévu pour tous les résidents, ce qui permet en fait la création une communauté bilingue unique.

### Au Luxembourg
L'enseignement y est plurilingue. À la maternelle (de l'âge de 4 à 6 ans) les enfants parlent ou apprennent le luxembourgeois, la langue maternelle des petits Luxembourgeois qui joue à ce stade le rôle de langue d'intégration pour les nombreux élèves d'origine étrangère. À l'école primaire (de 6 à 12 ans), les élèves sont alphabétisés en allemand; puis le français est introduit d'abord comme matière en 3e année avant de devenir, cinq-six ans plus tard, langue d'enseignement (= langue dans laquelle sont enseignées toutes les disciplines, hormis les langues allemande, anglaise, etc.) à partir de la dernière (et 4e) année du collège. L'anglais est enseigné à partir de la 2e année du collège ou de la 3e dans le cas des latinistes qui, eux, ont commencé le latin en 2e année. À l'issue du secondaire, qui dure 7 ans (4 + 3), ce qui fait que les élèves du Grand-Duché passent les épreuves de l'examen de fin d'études secondaires à l'âge de 19 ans en règle générale, tous les élèves maîtrisent au moins quatre langues (luxembourgeois, allemand, français et anglais), voire plus dans le cas des élèves de la section A (langues et littératures) qui ont opté pour l'italien ou l'espagnol. Les élèves ayant commencé le latin en 2e année du secondaire peuvent, s'ils le veulent, et quelle que soit la section qu'ils aient choisie au niveau lycée (2e cycle du secondaire), continuer l'apprentissage de cette langue jusqu'à l'examen de fin d'études secondaires. Ajoutons que les élèves qui font du latin jusqu'à la fin du secondaire peuvent encore opter pour des cours de grec ancien dispensés lors des 2-3 dernières années du lycée.

### En Suisse
La Suisse étant un État fédéral comme l'Allemagne, il est dans un cas similaire à celle-ci. Cependant la Suisse a quatre langues officielles : allemand, français, italien et romanche. En principe la première langue seconde (pour ne pas dire "étrangère") enseignée est une langue officielle de Suisse autre que la langue de la communauté dont on relève. Des discussions ayant cours depuis quelques années tendent à assouplir cette règle au profit de l'anglais.
Il existe aussi des sections bilingues français-allemand ou français-italien ou italien-allemand. Ces formes d'enseignement sont souvent proposées dans les villes ou les régions bilingues comme Freiburg/Fribourg ou Biel/Bienne.
Toutefois, en Suisse romande les élèves apprennent l'allemand car celle-ci est une langue obligatoire à partir de la 5e année et l'anglais à partir de la 7e année (6e). Par la suite, il est possible d'apprendre l'italien, l'espagnol, le latin ou encore le grec.
Du côté de la Suisse allemande, les élèves apprennent le français et par la suite l'anglais. Quant aux élèves du canton du Tessin ces derniers apprennent deux langues "étrangères", soit le français et l'allemand, plus l'anglais.
En Suisse orientale, dans les zones de parler romanche, la seconde langue est le plus souvent l'allemand, langue qui domine désormais dans le canton des Grisons, auquel s'ajoutent vite le français ou l'italien, voire l'anglais.

### AuRoyaume-Uni
En 2004, Tony Blair décida que la langue étrangère serait seulement optionnelle pour le GCSE. Le taux d'enseignement des langues baissa fortement mais reste obligatoire de 7 à 14 ans. Seuls 4 % des étudiants passent un examen de langue au A-level, une stagnation qui se renforce avec le Brexit.

### AuPortugal
Depuis 2005, l'enseignement de l'anglais est obligatoire dès la deuxième année de primaire. Au 2e et 3e cycle (équivalent collège), l'anglais est presque partout choisi comme première langue étrangère. Il est rare que les établissements scolaires proposent d'autres langues. Depuis 2004, l'apprentissage d'une deuxième langue étrangère est obligatoire. Le français est choisi dans la majorité des cas, même si dernièrement il se trouve de plus en plus concurrencé par l'allemand et surtout par l'espagnol.

### EnBelgique(Enseignement francophone)
Jusqu'en 2022-2023, l'apprentissage des langues en Communauté française de Belgique commençait en général en 3e ou en 5e primaire, en fonction des communes (les écoles de Bruxelles notamment débutant l'enseignement en 3e primaire). À la suite de l'entrée progressive de la réforme du tronc commun, l'ensemble des écoles devront proposer un cours de langue dès la 3e primaire, hormis si les établissements scolaires ne trouvent pas de professeurs de langues en regard à la pénurie actuelle. On y enseigne soit l'anglais soit le néerlandais, soit l'allemand, à raison de deux à cinq heures par semaine en fonctions des années primaires et, encore une fois, des communes.
Certaines écoles proposent une immersion précoce en langue étrangère. L'enseignement de celle-ci commence alors parfois dès la 3e maternelle et jusqu'à trois quarts des cours peuvent être donnés dans cette langue.
Dans l'enseignement secondaire général, le néerlandais, l'allemand ou l'anglais (cela dépend des écoles et du choix des élèves) est enseigné à raison de quatre heures par semaine. À partir de la 3e secondaire, l'élève peut choisir de rajouter ou non une deuxième langue étrangère à raison de quatre heures par semaine. Le choix de langues est alors plus vaste : sont aussi proposés, suivant l'école, l'espagnol, l'italien ou le chinois. Cependant beaucoup d'établissements imposent l'apprentissage du néerlandais et de l'anglais, ce qui peut créer des quiproquos dans l'enseignement supérieur. À cela se rajoutent beaucoup de possibilités : diminuer le néerlandais à 2 h + 4 h d'anglais (à partir de la 5e), diminuer l'anglais à 2 h + 4 h de néerlandais, ne choisir que quatre heures de néerlandais ou quatre heures d'anglais... La première langue choisie en 1re secondaire est la seule qui ne peut être supprimée. La 2e langue peut être apprise en 3e et 4e uniquement, ou bien être poursuivie jusqu'à la fin de la scolarité obligatoire. Tout le système d'heures et d'obligation à prendre une langue ou non diffère d'une école à une autre.
En fonction des options et des types d'enseignement (général, technique ou professionnel), l'élève belge peut même apprendre trois voire quatre langues étrangères (par exemple, quatre heures de néerlandais, quatre heures d'anglais, quatre heures d'espagnol et 2h d'italien, soit 14h de cours de langues étrangères). Chaque école est libre dans l'élaboration de ses grilles horaire (diminution d'une langue, suppression pure et simple d'une deuxième langue étrangère, etc.), même si certaines options dans l'enseignement technique doivent proposer beaucoup d'heures de langues.
L'organisation des cours de langues sera modifiée entretemps par l'entrée du tronc commun, imposant alors à tous l'apprentissage d'une deuxième langue étrangère à l'école secondaire, et changant possiblement la répartition horaire des cours.

## Manuels

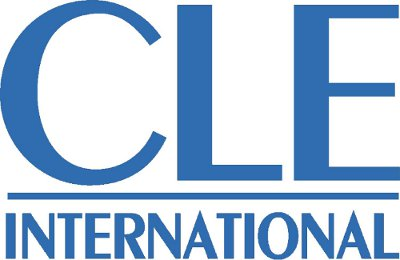
Logo de CLE International.

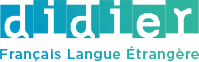
Logo de Didier FLE.

## Prospective
Même les meilleurs logiciels de traduction commettent encore de nombreuses erreurs, et la pédagogie (en) est par ailleurs aussi une science complexe. Néanmoins, l'enseignement assisté par ordinateur semble rapidement progresser, y compris pour ce qui concerne l'enseignement des langues étrangères assisté par ordinateur (dit ELAO), via divers logiciels d'application.